# 傑斐遜鎮區 (堪薩斯州傑克遜縣)
傑斐遜鎮區（英語：Jefferson Township）為美國堪薩斯州傑克遜縣轄下的鎮區。2010年美国人口普查中此鎮區人口有513人。

## 地理
傑斐遜鎮區涵蓋總面積為94.1平方（36.32平方英里），其中陸地面積為94.0平方（36.29平方英里），水域面積為0.078平方（0.03平方英里）或0.08%。海拔高度376（1,234英尺）。

## 人口統計
根據2010年美國人口普查，傑斐遜鎮區人口有513人，其中男性有266人，女性有247人，人口密度為每平方公里5.46人，住房計214戶。鎮區內的白人有482人，非裔美國人有2人，美洲原住民有18人，亞裔美國人有1人，太平洋島裔美國人有0人，其他種族有0人，混血種族則有10人。此外鎮區內有7人為西班牙裔或拉丁裔美國人。此鎮區之年齡中位數為40.3歲，而男性年齡中位數為39.0歲，女性年齡中位數為41.9歲。